# 無主地
無主地（むしゅち）とは、所有者の定まっていない土地のことである。主に国際法と日本史の分野で用いられるが、その土地に対する法律などは大変複雑である。

## 国際法上の無主地
国際法における無主地（ラテン語: Terra nullius）は、どの国にも領有されていない土地を指す。国際法には「無主地先占」という概念があり、他の国家に属していない土地を自分の領土として編入することが領有取得のあり方として認められている。20世紀までに地球上のほとんどの土地は、いずれかの国家によって領有が宣言されているが、下記の事情から21世紀に入っても複数の土地が無主地であり続けている。
1. 国境線の場所を巡る問題の影響から領有を宣言する国家が存在しなくなった土地。
2. 国際条約によって国家の領有権に制約がかけられた土地。

### 現存する無主地

クロアチアとセルビアの国境地帯
_{ドナウ川左岸にあるSiga、およびPocket1～3が無主地である。}

1. 国境線の場所を巡る問題の影響から領有を宣言する国家が存在しなくなった土地
  - ビル・タウィール（エジプトとスーダンの国境地帯）
  - クロアチアとセルビアの国境地帯
    - ゴルニャ・シガ
    - pocket1
    - pocket2
    - pocket3
2. 国際条約によって国家の領有権に制約がかけられた土地
  - 南極：南極条約（1961年発効）の第4条によって各国の領有権が凍結されている。ただしあくまでも「凍結」であるため、条約締結以前に各国が表明した領有権主張は条約上否定されていない。
    - マリーバードランド：南極条約が発効するまでにどの国も領有権を主張しなかった南極大陸の土地。
    - マリーバードランド以外の南極：南極条約締結以前にいずれかの国が領有権を主張しており、条約締結後も各国は主張を放棄していない。主張の内容については南極における領有権主張の一覧を参照のこと。

  - 地球以外の天体：宇宙条約（1967年発効）の第2条によって月やその他天体の土地は国家による領有の対象外となっている。

### 過去の著名な無主地
- 新世界やアフリカの植民地：ヨーロッパから来た入植者は、発見の法理によってこれらの地を「無主地」とみなし、各地を先占した上で入植地を建設していった。その際、先住民による先占は認められず、インディアン移住に代表される先住民の強制移住やアパルトヘイト等の人種差別に基づく政策が各地で実施された。
- スヴァールバル諸島：1920年にスヴァールバル条約が締結されるまで、同地の領有権は曖昧な状態にあった。
- フォート・ラフス（英語版） - 1956年以降イギリス政府が所有を放棄して無主の設備となっていた為、1967年にパディ・ロイ・ベーツが占領してシーランド公国を樹立した。
- ロッコール島 - 1955年にイギリスが領有権を主張するまで無主地だった。

## 日本史における無主地
日本史における無主地は、特定の領主あるいは年貢負担者の定まらない土地を指す。
日本においては元々律令法において口分田や寺田・神田のような国家で耕作者・占有者が定められた公田や墾田のような私田と対立する概念であった。代表的なものとして公私共利の地とされた未開発地である山野河海（山川藪沢）や乗田・無主位田（支給者が決定されていない位田）・荒廃田など、開発地でも実際の耕作者がいない土地などが挙げられる。後者については国司が耕作者を募集して地子を徴収した。11世紀に入って荘園の開発が盛んになると、人の手が加わっていない山野河海の多くが荘園の四至に組み入られるようになった。
中世に入ると、1223年（貞応2年）に山野河海の得分は領家と地頭の折半にする幕府法が導入され、荘園等への編入が一層進んだが、未開発の山野河海部分は荘民の伐木・採草・放牧などの用益が許されていた。また、峠や河原、中州など開発が困難な土地（災害などのリスクの高い土地を含む）には市が形成され、中世都市の原形になる場合もあった。